# Achaeta bulbosa
Achaeta bulbosa är en ringmaskart som beskrevs av Nielsen och Christensen 1961. Achaeta bulbosa ingår i släktet Achaeta, och familjen småringmaskar. Arten är reproducerande i Sverige.